# Meinrad von Lauchert
Meinrad von Lauchert (Potsdam, 29 agosto 1905 – Stoccarda, 4 dicembre 1987) è stato un generale tedesco, abile ufficiale della Wehrmacht si distinse particolarmente nel corso della seconda guerra mondiale dove fu decorato con la Croce di Ferro di seconda e di prima classe e la Croce di Cavaliere della Croce di Ferro con Foglie di quercia. Citato nel Wehrmachtbericht il 25 ottobre 1944.

## Biografia
Nacque a Potsdam il 29 agosto 1905,  a intraprese la carriera militare arruolandosi come fahnenjunker nel Reichsheer il 1 aprile 1924, assegnato al 5. (Preußische) Reiter-Regiment di stanza a Stolp, inquadrato nella 1. Kavallerie-Division.  Scalò rapidamente le gerarchie militari, venendo promosso fähnrich il 1 agosto 1928, oberfähnrich il 1 agosto 1929, leutnant il 1 febbraio 1931 e oberleutnant il 1 luglio 1933. Dopo l’avvento al potere del partito nazista, nel 1935 transitò in forza alla Wehrmacht, venendo promosso hauptmann il 1 marzo 1937. 
Alla vigilia dello scoppio della seconda guerra mondiale comandava la 2ª Compagnia del 35. Panzer-Regiment,  venendo promosso comandante del I Battaglione il primo giorno dell’invasione della Polonia,  in sostituzione dello hauptmann Hans Stenglein era rimasto gravemente ferito alla testa. Nelle file del 35. Panzer-Regiment, inquadrato nella 4. Panzer-Division al comando del general der panzertruppe Dietrich von Saucken, prese parte alla campagna contro la Polonia e alla successiva battaglia di Francia.  Promosso major il 1 aprile 1941, prese parte alle fasi iniziali dell’Operazione Barbarossa distinguendosi particolarmente, tanto da essere decorato con Croce di Cavaliere della Croce di Ferro l’8 agosto dello stesso anno. Notato dal generaloberst Heinz Guderian e dal general der panzertruppe Heinrich Eberbach, quando venne immesso in servizio il nuovo carro armato Sd.Kfz. 171 Panther, egli venne destinato al comando del 39. Panzer-Regiment equipaggiato con i primi due battaglioni dotati del Panther. Lo stesso Adolf Hitler, nell’estate del 1943, ordinò di ritardare l’attacco su Kursk finché i nuovi battaglioni carri non fossero pienamente operativi. Promosso oberstleutnant il 1 agosto 1943, fu nominato comandante del 15. Panzer-Regiment della 11. Panzer-Division, allora al comando del general der panzertruppe Hermann Balck. Promosso oberst il 1 febbraio 1944 e decorato con le fronde di quercia sulla Croce di Cavaliere della Croce di Ferro, nell’estate del 1944 fu nominato comandante della Panzer Brigade 101, una nuova unità creata appositamente per essere destinata ad operare sul fronte orientale, ed insieme al Generale Hyazinth Graf Strachwitz si adoperò al fine di ripristinare la connessione tra i gruppi di Armate del Nord e del centro.

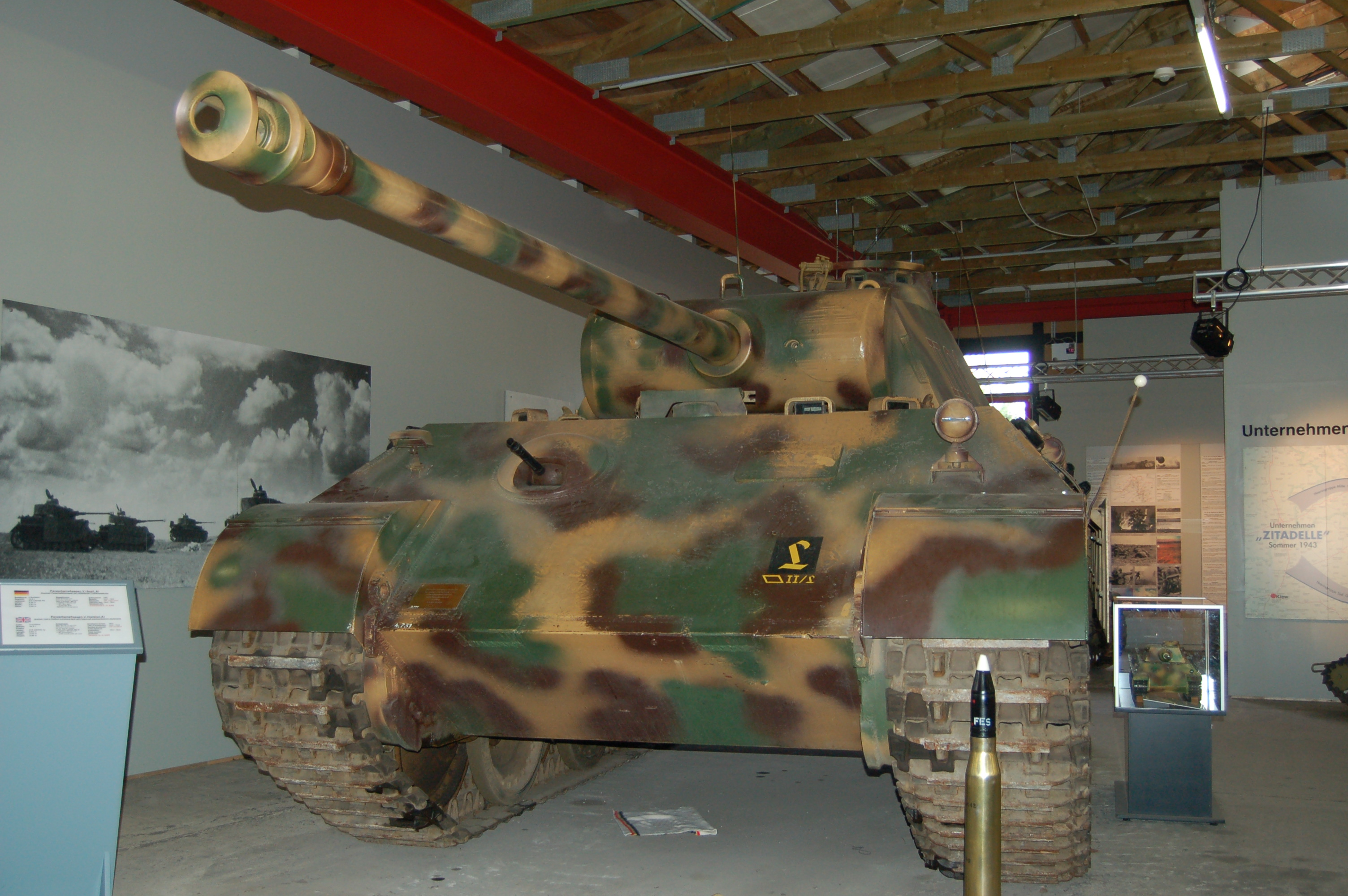
Un esemplare di Panzerkampfwagen V (Ausf. A) conservato presso il Panzermuseum di Munster.

Il giorno prima dell'avvio dell'attacco sulle Ardenne fu nominato comandante della 2. Panzer-Division, assegnata al XXXXVII Panzer Korps, con cui il 16 dicembre 1944 attaccò le linee americane nel settore della Mosella. Nel momento in cui l'offensiva tedesca si fermò, il 23 dicembre,  i suoi uomini avevano raggiunto il punto di penetrazione più profonda raggiunto nel territorio tenuto dagli alleati, a soli nove chilometri dalla Mosa. Successivamente la 2. Panzer-Division combatté continuamente in azioni di retroguardia contro le forze statunitensi, che spinto la divisione ad attraversare la frontiera tedesca. Durante i combattimenti del febbraio e marzo 1945, la divisione cessò di esistere e i superstiti raggiunsero il fiume Reno in cerca di un punto di guado sicuro. Promosso generalmajor  il 1 marzo 1945 ordinò ai suoi uomini di dirigersi ad est in piccoli gruppi, ed attraversò il Reno il 20 marzo con un piccolo numero di persone e, apparentemente scoraggiato della situazione disperata, abbandonò l’esercito raggiungendo a piedi la sua casa a Bamberga, dove prima della guerra era di guarnigione il 35. Panzer-Regiment. Dopo la fine della guerra fu arrestato ed imprigionato il 1 maggio 1945, per essere processato per crimini di guerra, ma fu giudicato innocente e liberato nel 1947.
Ritiratosi a vita privata a Stoccarda insieme alla moglie, si spense all'età di 81 anni il 4 novembre 1987. È sepolto con la moglie Hedwig, morta 79 anni, nel cimitero di Möhringen, un sobborgo di Stoccarda.

## Curiosità
Partecipò attivamente alla realizzazione del film La battaglia dei giganti nel 1965 come consulente tecnico e storico.

### Annotazioni
1. ↑  Anch'egli futuro generale.

### Fonti
1. 1 2 3 4 5 6 7  Mitcham 2008, p. 144.
2. 1 2 3  Forczyk 2014, p. 121.
3. ↑  Forczyk 2017, p. 42.
4. ↑  Forczyk 2017, p. 23.
5. 1 2 3 4  Mitcham 2007, p. 63.
6. ↑  Cole 1965, p. 180.
7. ↑  Mitcham 2007, p. 53.
8. 1 2  Cole 1965, p. 563.
9. 1 2 3 4 5 6 7 8  Mitcham 2007, p. 164.
10. 1 2 3  Scherzer 2007, p. 496.
11. 1 2  Thomas 1998, p. 15.
12. ↑  Patzwall, Scherzer 2001, p. 270.